# Сидоров, Евгений Дмитриевич
Евгений Дмитриевич Сидоров (9 сентября 1997, Сельцо, Тосненский район, Ленинградская область) — российский биатлонист, призёр чемпионата России.

## Биография
Занимался лыжным спортом и биатлоном с 10-летнего возраста в школьной секции, а затем в ДЮСШ Всеволожского района под руководством Ольги Скосыревой. Позднее также занимался у Сергея Белозёрова. На внутренних соревнованиях представляет Ленинградскую область и спортивное общество ЦСКА.
На юниорских соревнованиях по лыжным гонкам лучшим результатом в карьере стало четвёртое место на одном из российских стартов. В летнем биатлоне в 2017 году стал серебряным призёром юниорского первенства страны в кросс-спринте, допустив при этом 6 промахов. В зимнем биатлоне лучший результат — пятое место в юниорском первенстве России 2018 года в спринте. Серебряный призёр Всероссийской зимней Универсиады 2020 года в индивидуальной гонке.
Летом 2019 года был включён в состав резервной сборной России по биатлону, что вызвало недоумение в спортивном сообществе. Принял участие в трёх гонках Кубка IBU в сезоне 2019/20, в которых не набирал очков, лучшим результатом стало 76-е место в спринте на этапе в Шушёэне. Одной из причин неудачного выступления было отсутствие у спортсмена подготовки к условиям среднегорья.
На чемпионате России 2019/20 стал бронзовым призёром в командной гонке в составе сборной Северо-Западного ФО.
Мастер спорта России.

## Личная жизнь
В 2005 году Сидоров потерял отца, в 2010-м — мать. Они погибли при неизвестных обстоятельствах.
Ходили слухи, что Сидоров — внебрачный сын призёра Олимпийских игр и четырёхкратного чемпиона мира Владимира Драчёва. Однако спортсмен их неоднократно опровергал.